# Manjekia
Classification APG IV (2016)
Genre
Espèce
Synonymes
- Adonidia maturbongsii  W.J.Baker & Heatubun (2011)

Manjekiaest un genre monotypique de plantes à fleurs de la famille des Arecaceae (les palmiers) originaire d’Indonésie. C’est un palmier solitaire, élancé de taille moyenne.  

## Toponomie
Manjekia est basé sur Manjek, le nom local en dialecte de l'île de Biak pour ce palmier[réf. souhaitée].

## Description
Le seul représentant du genre monotypique Manjekia, Manjekia maturbongsii, est une espèce endémique de l'île de Biak une petite ile au large de la côte nord-ouest de la Nouvelle-Guinée dans le Golfe de Cenderawasih. 
Cette espèce, a été décrite pour la première fois en 2012 comme Adonidia maturbongsii. L'épithète spécifique rend hommage à Rudi Maturbongs pour ses contributions, ayant collecté les premiers spécimens d'herbier de l'espèce en 1998[réf. souhaitée]. 
Ce genre fait partie d’un trio de genres de palmiers Indonésiens décrits en 2014 ; Manjekia, Jailoloa et Wallaceodoxa  (Heatubun et al. 2014a). Ces genres sont le fait de recherche de terrain du botaniste indonésien Charlie Danny Heatubun[réf. souhaitée]. Ils sont apparus à la fois à la suite de ces nouvelles explorations et des analyses moléculaires induites. Ces trois genres sont monotypiques et appartiennent à la sous-tribu  Ptychospermatinae ,. 
Ce genre se distingue des autres genres de la sous-tribu Ptychospermatinae (tribu Areceae) par son port solitaire et modérément robuste, ses feuilles très arquées, ses folioles pendantes largement lancéolées avec des apex larges, concaves, prémorse, des axes et cylindres d'inflorescence blancs, un endocarpe de couleur paille, adhérent, avec des fibres longitudinal entrecoupées de fibres plus fines. C’est un palmier, élancé de taille moyenne, atteignant 15 m de haut.

## Classification
- Sous-famille des Arecoideae
  - Tribu des Areceae
    - Sous-tribu des Ptychospermatinae

Le genre Manjekia partage sa sous-tribu avec treize autres genres : Ptychosperma, Ponapea, Adonidia, Balaka, Veitchia, Carpentaria, Wodyetia, Drymophloeus, Normanbya, Brassiophoenix,  Ptychococcus,  Wallaceodoxa et Jailoloa .